# Île-de-Bréhat
Île-de-Bréhat (in bretone Enez-Vriad) è un piccolo arcipelago, composto da un'isola principale più diverse isole minori e - dal punto di vista amministrativo - un comune francese di 439 abitanti, situato nel dipartimento delle Côtes-d'Armor nella regione della Bretagna, più precisamente a 8 km a nord est di Paimpol, e 90 km a ovest di Saint-Malo.
Le coordinate geografiche sono: N 48° 36' 9", W 1° 45' 3".
Si trova sulla Manica, di fronte alla celebre Costa di Granito Rosa. Si compone in realtà di due isole separate da uno strettissimo braccio di mare. Dal Seicento, le due isole sono collegate da un ponte di una decina di metri.
Un tempo rifugio di corsari e di una flotta di pescherecci che attraversava l'Oceano per pescare a Terranova e in Islanda, Bréhat è famosa per la sua costa selvaggia, frastagliata con massi di granito rosa, che si affaccia al sulla Manica e per le numerose isolette e secche affioranti che la circondano. L'isola sud, al contrario di quella nord quasi priva di alberi ed aperta ai venti del largo, gode di un microclima dovuto alla Corrente del Golfo ed ospita numerose ville di fine Ottocento con cospicui giardini che racchiudono palme ed ortensie.

## Società

### Evoluzione demografica
Abitanti censiti